# Liste der Mitglieder des Club of Rome
In dieser Liste sind die Mitglieder des Club of Rome erfasst.

## Aktive Mitglieder
Auf Grundlage der Liste der offiziellen Website des Club of Rome (Stand: April 2025). Auf dieser Website sind alle Mitglieder auch immer aktuell gelistet.
- Abouleish, Helmy
- Ageev, Alexander I.
- Ahmed, Nafeez
- Akenji, Lewis
- Akomolafe, Bayo
- Alao, Sadikou Ayo, (* 1943), Benin, Anwalt und Präsident der Gerrdes Bank.
- Alvarez-Pereira, Carlos
- Amakrane, Kamal
- Andersen, Lene Rachel
- Bardi, Ugo, (* 1952), Italien, Chemiker und Professor für Physikalische Chemie an der Universität Florenz.
- Bastioli, Catia
- Bateson, Nora
- Berg, Christian
- Bindé, Jérôme
- Björkman, Tomas
- Blom, Peter
- Bologna, Gianfranco
- Bozesan, Mariana
- Brunnhuber, Stefan
- Burrow, Sharan
- Cannon, Amy
- Chacón, Susana
- Cheng, Yi-Heng
- Connors, Celeste
- Costanza, Robert, (* 1950), Professor für ökologische Ökonomik, Leiter des Gund Instituts für ökologische Ökonomie an der University of Vermont.
- Cummings, Tom
- de Belgique, Esmeralda, belgische Prinzessin
- Dixson-Declève, Sandrine, Belgien, Expertin für Energiepolitik und seit 2018 gemeinsam mit Mamphela Ramphele Ko-Präsidentin des Club of Rome.
- Dorsey, Michael
- Dubee, Frederick C.
- Dunlop, Ian T.
- Dunlop, Kirsten
- Erasmus, Daniel
- Fainé, Isidro
- Farajpour Javazmi, Azadeh
- Fioramonti, Lorenzo
- Frick, Martin
- Fullerton, John
- Gasparini, Alberto
- Gbadebo-Smith, Folarin
- Ghosh, Jayati
- Gilmour, John
- Giovannini, Enrico, (* 1957), Italien, italienischer Wirtschaftswissenschaftler, Wirtschaftsstatistiker und ehemaliger Arbeitsminister
- Girardet, Herbert, (* 1943), deutscher Publizist und Umweltaktivist mit Wohnsitz in Wales
- Giri, Ananta Kumar
- Göpel, Maja, (* 1976), deutsche Politökonomin, Expertin für Nachhaltigkeitswissenschaft und Generalsekretärin des Wissenschaftlichen Beirats der Bundesregierung Globale Umweltveränderungen (WBGU)
- Green, Lesley
- Halonen, H.E. Tarja
- Hayashi, Yoshitsugu
- Hedegaard, Connie
- Heinonen, Sirkka
- Hennicke, Peter
- Herren, Hans R.
- Herrington, Gaya
- Hoffmann, André
- Huang, Kuo-Wei
- Ibarra-Howell, Daniela
- Ike, Obiora Francis
- Illy, Andrea
- Isărescu, Mugur C.
- Jackson, Ryan
- Jacobs, Garry
- Kadaoui, Karima
- Kanninen, Tapio
- Khan, Kamran
- Khan, Runa
- Kim, Julia
- Kleissner, Charlie
- Komiyama, Hiroshi
- Korten, David C.
- Krznaric, Roman
- Kubiszewski, Ida
- Kuenkel, Petra
- Kuroda, Reiko
- Lehmann, Harry
- Lent, Jeremy
- Likhotal, Alexander
- Lior, Noam
- Lovins, Hunter
- Lunz, Kristina
- Machado de Souza, Eda
- Manning, Edward W. (Ted)
- Martin, Claude
- Mastrojeni, Grammenos
- Mathai, Wanjira
- Mbanefo, Christopher
- McGuffie, Mark
- Messari-Becker, Lamia (* 1973 in Larache, Marokko) deutsche Bauingenieurin, Professorin für Gebäudetechnologie und Bauphysik an der Universität Siegen
- Moncada, Salvador
- Morán, José Manuel
- Mosley Gordanier, Marilyn
- Mostert, Morne
- Muñoz Abogabir, Gonzalo
- Nair, Chandran
- Nešković, Nebojša
- Nnoli-Edozien, Ndidi
- Nonaka, Tomoyo
- Oki, Taikan
- Onyia, Chidi
- Otto, Michael
- Patel, Sheela
- Pheko, Lebohang Liepollo
- Pickett, Kate
- Pieterse, Edgar
- Pirson, Michael
- Pistor, Katharina
- Potočnik, Janez
- Preiser, Rika
- Radermacher, Franz Josef
- Ragnarsdottir, Vala Kristin
- Ramphele, Mamphela
- Randers, Jørgen
- Ratanawaraha, Apiwat
- Raworth, Kate
- Ringger, Reto
- Ritter, Alfred Theodor
- Rodrigues, Maria João
- Rosàs, Joan
- Salami, Minna
- Sayamov, Yury
- Scharmer, Otto
- Schellnhuber, Hans Joachim
- Schön, Max
- Sebunya, Kaddu Kiwe
- Shihab, Penelope
- Shmelev, Stanislav
- Shrivastava, Paul
- Singh, Supriya
- Skaljic, Nadja
- Snick, Anne
- Stahel, Walter R.
- Starace, Francesco
- Stoknes, Per Espen
- Suárez Pérez, Irene
- Suter, Keith D.
- Swilling, Mark
- Terrab, Mostafa
- Thorhaug, Anitra
- Trebeck, Katherine
- Valero, Antonio
- van Dieren, Wouter
- Vilela, Mirian
- von Weizsäcker, Ernst
- Wackernagel, Mathis
- Warner, John
- Wijkman, Anders
- Wilenius, Markku
- Williams, Dessima
- Yao, Songqiao
- Zhou, Jinfeng
- Zidanšek, Aleksander
- Zimmermann del Castillo, Silvia

Namhafte ehemalige Mitglieder:
- Klaus von Dohnanyi (* 1928), Deutschland, Politiker und ehemaliger Erster Bürgermeister von Hamburg (1981–1988)
- Noreena Hertz (* 1967), Großbritannien, britische Wirtschaftswissenschaftlerin und Globalisierungskritikerin
- Dieter Imboden (* 1943), Schweiz, Präsident des Forschungsrats des Schweizerischen Nationalfonds
- Avi Primor (* 1935), Israel, Diplomat und Publizist
- Roseann Runte, USA, Präsidentin der Old Dominion University in Norfolk, Virginia
- Saskia Sassen (* 1947), USA, Soziologin und Wirtschaftswissenschaftlerin
- Mushahid Hussain Sayed, Pakistan, Senator und Vorsitzender des ständigen außenpolitischen Ausschusses des Senats von Pakistan
- Sergio Smith, Argentinien
- Mervat Tallawy (* 1937), Ägypten, Politikerin und Executive Secretary der ESCWA
- Majid Tehranian, USA, Professor für Internationale Kommunikation an der University of Hawaii
- Thomas George Whiston, Dänemark, Professor für Ökonomie an der Universität Roskilde

## Assoziierte Mitglieder
- Assia Bensalah Alaoui, Marokko, Professorin für Internationales Recht an der Mohammed-V.-Universität in Rabat
- Eda Coutinho Barbosa Machado de Souza, Brasilien
- Christian Berg, Deutschland
- Hans Blauwkuip, Niederlande
- Robert Blinc (1933–2011), Slowenien, Physiker
- Saturnino de La Plaza Pérez, Spanien, Präsident der spanischen Rektorenkonferenz (CRUE)
- Rafael de Lorenzo Garcia, Generalsekretär des ONCE Verwaltungsrates
- Leif Edvinson, schwedischer Wissensmanagement-Experte
- Frithjof Finkbeiner, Deutschland
- Jörg Geier, Deutschland
- José R. Gonzales, Präsident der Interamerican University in Puerto Rico
- Sirkka Heinonen, finnische Dozentin für Zukunftsforschung an der Wirtschaftshochschule Turku
- Thomas F. Homer-Dixon, kanadischer Direktor des Trudeau Centre for Peace and Conflict Studies an der University of Toronto
- Obiora Francis Ike (* 1956), nigerianischer Theologe und Menschenrechtsaktivist
- Baron Daniel Janssen, Vorsitzender der Geschäftsführung der Firma Solvay
- Domingo Jimenez Beltran, ehem. Exekutivdirektor der Europäischen Umweltagentur (EEA) (1994–2002)
- Peter Johnston, Belgien
- Sylvia Karlsson, Finland, Academy Research Fellow, Finland Futures Research Centre
- Gert von Kortzfleisch (1921–2007), deutscher Wirtschaftswissenschaftler
- José Ramon Lasuen Sancho, Spanien
- David Lehrer, Deutschland
- Tobias Lengsfeld, Schweiz
- José Manuel Moran, Spanien
- Sam Nilsson, Schweden
- György Nógradi, Professor für Verteidigungsökonomie an der Corvinus-Universität Budapest
- Claiborne Pell (1918–2009), ehem. US-amerikanischer Senator von Rhode Island
- Anaisabel Prera Flores, Spanien
- Paul Rademaker, Niederlande
- Edna Maria Santos Roland, Brasilien
- Albert Sasson, Frankreich
- Astrid Stückelberger, Schweiz
- Geiserich E. Tichy (* 1934), österreichischer Wirtschaftswissenschaftler
- Ildiko Tulbure, Rumänien
- Viktor Vovk, Ukraine
- Werner Weidenfeld (* 1947), deutscher Politikwissenschaftler
- J. R. Whitehead, Kanada
- Aleksander Zidanšek, Slowenien
- Maria Zubrytska, Ukraine, Vizerektorin der Lviv National University

## Ehrenmitglieder
- Emeka Anyaoku (* 1933), Großbritannien
- José Ignacio Berroeta, Spanien
- Juan Carlos I. (* 1938), ehemaliger König von Spanien
- Frederick F. Chien, Taiwan
- Harlan Cleveland, USA
- André Danzin, Frankreich
- César Gaviria Trujillo (* 1947), ehemaliger Präsident Kolumbiens (1990–1994) und ehemaliger Generalsekretär der Organisation Amerikanischer Staaten (1994–2004)
- Enrique Iglesias (* 1930), erster Generalsekretär des Iberoamerikanischen Bündnisses
- Mohamed Kassas, Ägypten, Ökologe und Professor an der Universität Kairo
- Luis Alberto Lacalle Herrera (* 1941), uruguayischer Jurist und ehemaliger Staatspräsident von Uruguay (1990–1995)
- Pentii Malaska, Finnland
- Mircea Malitza, Rumänien
- Eleonora Barbieri Masini, Italien
- Kōichirō Matsuura (* 1937), japanischer Ökonom und derzeitiger Director-General der UNESCO
- Dennis L. Meadows (* 1942), US-amerikanischer Ökonom und Leiter des Instituts für Politik und sozialwissenschaftliche Forschung an der University of New Hampshire
- Rigoberta Menchú Tum (* 1959), guatemaltekische Menschenrechtsaktivistin und Friedensnobelpreisträgerin
- Carlos Robles Piquer, spanischer Politiker
- Zdzislaw L. Sadowski, Polen
- Jose Angel Sanchez Asiain, Spanien
- Karan Singh (* 1931), Indien, Präsident des Indian Council for Cultural Relations (ICCR)
- Philippe von Belgien (* 1960), Belgien, König der Belgier, Nachfolger von König Albert II.
- Beatrix von Oranien-Nassau (* 1938), ehemalige Königin der Niederlande (1980–2013)
- Sophia von Spanien (* 1938), Ehefrau des ehemaligen spanischen Königs Juan Carlos I. und damit ehemalige Königin von Spanien

## Verstorbene Ehrenmitglieder
- Raymond Barre (1924–2007), französischer Politiker und Wirtschaftswissenschaftler
- Frits Böttcher (1915–2008), niederländischer Wissenschaftler
- Umberto Colombo (1927–2006), Italien
- Jacques Delors (1925–2023), französischer Politiker
- İhsan Doğramacı (1915–2010), Türkei
- Jay W. Forrester (1918–2016), US-amerikanischer Pionier der Computertechnik
- Orio Giarini (1936–2020), italienischer Wirtschaftswissenschaftler und Generalsekretär der Geneva Association
- Árpád Göncz (1922–2015), ungarischer Schriftsteller und Politiker, Staatspräsident Ungarns (1990–2000)
- Michail Gorbatschow (1931–2022), Präsident der Sowjetunion und Friedensnobelpreisträger
- Václav Havel (1936–2011), ehem. Präsident der Tschechischen Republik
- Ikeda Daisaku (1928–2023), Japan, Präsident der Soka Gakkai International
- Alexander King (1909–2007), Großbritannien, wissenschaftlicher Direktor der OECD und Mitbegründer, sowie ehem. Präsident des Club of Rome (1984–1990)
- Frederik Willem de Klerk (1936–2021), Präsident der Republik Südafrika (1989–1994)
- Mauno Koivisto (1923–2017), ehemaliger finnischer Präsident (1982–1994)
- Antoni Kukliński (1927–2015), Polen, Präsident des polnischen Club of Rome, Professor für Wirtschaftswissenschaften, Wirtschaftsgeographie und Wirtschaftspolitik
- Ruud Lubbers (1939–2018), niederländischer Politiker und Ökonom und ehemaliger Hoher Flüchtlingskommissar der Vereinten Nationen
- Wangari Muta Maathai (1940–2011), kenianische Umweltaktivistin und Friedensnobelpreisträgerin
- Manfred Max-Neef (1932–2019), Chilenischer Ökonom und Träger des Right Livelihood Award
- Federico Mayor Zaragoza (1934–2024), Spanien, Generaldirektor der UNESCO (1987–1999)
- Reinhard Mohn (1921–2009), deutscher Unternehmer (Bertelsmann)
- Sadako Ogata (1927–2019), japanische Hochschullehrerin und UN-Diplomatin und frühere UN-Hochkommissarin für Flüchtlinge
- Borys Paton (1918–2020), Ukraine, Präsident der Nationalen Akademie der Wissenschaften der Ukraine
- Adam Schaff (1913–2006), polnischer Philosoph und Logiker
- Eduard Schewardnadse (1928–2014), ehem. Präsident von Georgien (1995–2003)
- Mário Soares (1924–2017), ehemaliger Präsident Portugals (1986–1996)
- Hugo Thiemann (1917–2012), Schweizer Elektroingenieur und Mitbegründer des Club of Rome[2]
- Richard von Weizsäcker (1920–2015), sechster Bundespräsident der Bundesrepublik Deutschland (1984–1994)

## Verstorbene Mitglieder
- Rafael Hernández Colón (1936–2019), Puerto Rico, Jurist und Politiker und ehem. Gouverneur von Puerto Rico
- Kurt Furgler (1924–2008), Schweizer Politiker (Bundesrat)
- Dennis Gábor (1900–1979), ungarischer Ingenieur und Mitbegründer des Club of Rome
- Bohdan Hawrylyshyn (1926–2016), Ukraine, Vorsitzender des Internationalen Zentrums für Politikstudien Genf
- Erich Jantsch (1929–1980), österreichischer Astrophysiker und Mitbegründer des Club of Rome
- Jonko Jotov (1958–2006), Bulgarien
- Sergei Petrowitsch Kapiza (1928–2012), Russland, Professor am Moskauer Institut für Physik und Technologie, Kapiza-Institut für Physikalische Probleme an der Russischen Akademie der Wissenschaften
- Eberhard von Koerber (1938–2017), Deutschland, Industriemanager und (Co-)Präsident des Club of Rome
- Max Kohnstamm (1914–2010), niederländischer Experte für Internationale Beziehungen und Mitbegründer des Club of Rome
- Elisabeth Mann Borgese (1918–2002), deutsch-kanadische Meeresrechtlerin und Ökologin
- Kikujiro Namba († 2009), Japan, Präsident von Promotech Inc. ein Technologie-Consulting-Unternehmen
- Aurelio Peccei (1908–1984), italienischer Industrieller und Gründer, sowie ehem. Präsident des Club of Rome (1969–1984)
- Eduard Pestel (1914–1988), deutscher Professor für Mechanik und Mitbegründer des Club of Rome
- José Aristodemo Pinotti (1934–2009), Brasilien, Mediziner an der State University of Campinas, in Campinas
- Maria Ramirez Ribes (1944–2009), Venezuela, Schriftstellerin, Präsidentin des Venezuelan Chapter des Club of Rome[3]
- Jean Saint-Geours, französischer Finanzexperte und Mitbegründer des Club of Rome
- Mohamed Noordin Sopiee (1944–2005), malaysischer Unternehmer und ehem. CEO des Institute of Strategic and International Studies (ISIS)
- Ivo Stanek (1936–2006), Österreich[4]
- Klaus Steilmann (1929–2009), Deutschland, Textilunternehmer (Klaus Steilmann GmbH & Co KG)
- Frederic Vester (1925–2003), deutscher Umweltexperte
- Raoul Weiler (1938–2019), Belgien, Professor an der Katholischen Universität Löwen